# Дедово (Могилёвская область)
Де́дово (бел. Дзедава) — деревня в составе Ямницкого сельсовета Быховского района Могилёвской области Республики Беларусь.

## Население
- 2010 год — 21 человек